# Carle Bonafous-Murat
Carle Bonafous-Murat, né le 7 octobre 1965, est un universitaire français, président de l'université Sorbonne-Nouvelle du 19 décembre 2014 au 18 décembre 2018.

## Biographie
Issu d'une famille descendant d'une sœur de Joachim Murat, fils du marchand d'estampes Arsène Bonafous-Murat et ancien mari de l'expert Hélène Bonafous-Murat, Carle Bonafous-Murat passe l'agrégation d’anglais après des études à l'École normale supérieure de Fontenay-aux-Roses. 
Il fait une partie de ses études en maîtrise, DEA, puis en doctorat à l’université Sorbonne-Nouvelle, et y soutient son HDR avant d'y enseigner en tant que professeur de littérature irlandaise au sein du Département du Monde Anglophone . Il avait auparavant également enseigné à l'université Lumière Lyon-II et à l'université du Mans. 
Dans ces deux universités, puis à la Sorbonne Nouvelle, Carle Bonafous-Murat a successivement été :
- directeur adjoint de département
- responsable d’une spécialité de master
- directeur d’École doctorale
- vice-président du conseil d'administration
- vice-président de la commission de la recherche
- administrateur provisoire de l'université Sorbonne Nouvelle - Paris 3 d'avril à décembre 2014[3]

Il a également été élu au sein de la 11e section (collège A) du Conseil national des universités.
Le 19 décembre 2014, il est élu président de la Sorbonne-Nouvelle par le conseil d'administration de l'université .
Depuis septembre 2019, il est délégué permanent de la Conférence des présidents d'universités auprès de l'Europe à Bruxelles

## Travaux de recherche
À l’origine, ses recherches concernent principalement la poésie irlandaise et nord-irlandaise ainsi que la littérature moderniste. Ses travaux les plus récents portent sur la logique et la casuistique, notamment médicale, dans la littérature anglophone des XIXe et XXe siècles.
Auteur de deux ouvrages et d’une soixantaine de publications scientifiques, il a encadré une vingtaine de thèses, ainsi que quatre HDR .

## Publications
- Dubliners de Joyce : la logique de l'impossible, Ellipses, 2000, Paris,  (ISBN 978-2729899165)
- L'inhumain, ouvrage avec Marie-Christine Lemardeley et André Topia, Presses Sorbonne Nouvelle, 2004, Paris,  (ISBN 978-2878542790)
- Mémoires perdues, mémoires vives, avec Marie-Christine Lemardeley et André Topia, Presses Sorbonne Nouvelle, 2006, Paris,   (ISBN 978-2878543360)